# Stjepan Šulek (novinar)
Stjepan Šulek (1933.) je hrvatski novinar, diplomat, prevoditelj, politički djelatnik i pjesnik.

## Životopis
Hrvatski novinar Stjepan Šulek rodio se je 1933. godine. 1954. je godine emigrirao iz Jugoslavije. U emigraciji je boravio sve do demokratskih promjena u Hrvatskoj. Boravio je u Austriji i SR Njemačkoj. Prve godine nisu bile lagane. Živio je kao i mnogi drugi hrvatski politički emigranti, a nerijetko je radio teške fizičke poslove. Unatoč tome, uspio se je obrazovati i uključiti u društveni život.
U Austriji je živio i djelovao od 1956. do 1964. godine. Ondje je radio s gradišćanskim Hrvatima, kojima se priključio u njihovoj borbi za čuvanje etničke samobitnosti. Nazočio je 1955. godine potpisivanju austrijskog državnog ugovora i u njemu članka 7. To je bio članak koji jamči manjinska prava starom hrvatskom iseljeništvu u saveznoj pokrajini Gradišću. U istom je razdoblju napisao stihove. Objavio ih je u glasilu tamošnjih Hrvata, Putu.
1964. je godine otišao u SR Njemačku gdje je radio kao novinar i prevoditelj. Od 1978. do 1990. je godine bio glavnim urednikom uglednog hrvatskog časopisa Kroatische Berichte.
Kad su se dogodile demokratske promjene u Hrvatskoj i kad se je Hrvatska osamostalila, Šulek se stavio na raspolaganje svojoj sad već slobodnoj domovini Republici Hrvatskoj. Tad je počela njegova diplomatska karijera, kad je postao članom njenog diplomatsko-konzularnog predstavništva u Bonnu. Kad mu je istekao mandat, vratio se u Hrvatsku, u Zagreb.
Po povratku je otišao raditi u časopis za kulturu Hrvatsko slovo, gdje je bio glavnim urednikom, a nakon toga je ostao na uredničkoj funkciji do danas. 
Pjesme je pisao u razdoblju od preko 50 godina, a sve ih je sabrane objavio u zbirci Žedni korijeni koju mu je objavila Hrvatska kulturna zaklada. Pri predstavljanju svoje zbirke, istakao je da nije tražio estetske razine u svojim pjesmama, nego mu je pjesnički izričaj služio radi prenošenja izvanliterarnih sadržaja. Odraz je to života iz emigrantskih dana kad se prema pjesništvu odnosio politički, programatski, domoljubno. Stoga mu pjesme iz emigrantskog razdoblja iskazuju da su izbjeglištvo i dislociranost od matičnog naroda vrlo tužno i stresno stanje kojeg niti povratak u domovinu ne može kvalitetno kompenzirati. Tek u kasnijoj životnoj dobi se okrenuo klasičnijim pjesničkim temama, ponirući u tajne ljubavi i smrti. 